# فراس الذهبي
فراس الذهبي (مواليد 5 فبراير 1980) هو مقاتل فنون قتالية مختلطة كندي وهو المالك والمدرب الرئيسي في تريستار جيم. اشتهر فراس بعمله مع مقاتل فنون القتال المختلطة جورج سانت بيير.